# 소림사전기 제3부: 대막영호
《소림사전기 제3부: 대막영호》(중국어 간체자: 少林寺传奇第3部大漠英豪, 정체자: 少林寺傳奇第3部大漠英豪, 병음: Shào lín sì chuán qí dì 3 bù dà mò yīng háo 진다반[*], A Legend of Shaolin Kung Fu 3 어 레전드 오프 사오린 쿵푸3[*])는 중국의 텔레비전 드라마.

## 등장 인물
- 포국안(鲍国安) : 방장대사(方丈大師) 역
- 홍금보(洪金寶) : 만수산(萬壽山) 역
- 바이칭린(白庆琳) : 앵화(櫻花) 역
- 류자후이(劉家輝) : 급시우(及時雨) 역
- 원화(元華) : 소제갈(小諸葛) 역
- 뇌각생(雷恪生) : 강희제(康熙帝) 역